# Квіткоїд індійський
Квіткоїд індійський (Dicaeum erythrorhynchos) — вид горобцеподібних птахів родини квіткоїдових (Dicaeidae).

## Поширення
Вид поширений в Південній Азії — в Індії, Шрі-Ланці, Бангладеш, Непалі та на заході М'янми.